# Корабельникова, Маргарита Павловна
Маргари́та Па́вловна Корабе́льникова (19 июня 1931, Кишинёв — 24 декабря 2021, Загорянский, Московская область) — советская актриса театра, кино и озвучивания. Заслуженная артистка РСФСР (1983).

## Биография
Родилась 19 июня 1931 года в Кишинёве. В 1953 году окончила Театральное училище имени Бориса Щукина.
Работала в московском Театре имени М. Н. Ермоловой, затем в московском Московском Драматическом театре.
С 1956 года — актриса киностудии имени М. Горького.
С 1965 года являлась первой ведущей телепрограммы «Будильник».
Участвовала в радиопостановках Николая Литвинова, Лии Веледницкой, Бориса Тираспольского, Зиновия Гердта, Ростислава Плятта, Ирины Потоцкой, записывала пластинки, и довольно скоро талант привёл актрису на киностудию «Союзмультфильм». Самая популярная роль — медвежонок Умка из одноимённого мультфильма.
В последний раз появилась на экране в 2008 году в документальном сериале об искусстве мультипликации «Фабрика чудес».
Скончалась 24 декабря 2021 года на 91-м году жизни. О смерти актрисы стало известно только в феврале 2022 года. Похоронена на Новофрязинском кладбище (Фрязино).

## Фильмография

### Роли в кино
- 1961 — В трудный час — эпизод
- 1961 — Двенадцать спутников — стюардесса
- 1964 — Морозко — деревенская девушка
- 1967 — Огонь, вода и… медные трубы — гостья на свадьбе Кащея
- 1972 — Золотые рога — кикимора Задоринка
- 1975 — Что с тобой происходит? — мама Вани
- 1983 — Приключения Петрова и Васечкина, обыкновенные и невероятные — бабушка Васечкина

### Озвучила роли (в мультфильмах)
- 1954 — Стрела улетает в сказку — Коля
- 1955 — Необыкновенный матч
- 1955 — Ореховый прутик — Мариука
- 1956 — Чудесный колодец — Рукодельница
- 1956 — Девочка в джунглях
- 1957 — Сказка о Снегурочке — Снегурочка
- 1958 — Мальчик из Неаполя — Голубая Фея / текст от автора
- 1959 — Приключения Буратино — Пьеро
- 1960 — Лиса, бобёр и другие — кенгуру / бобрята
- 1960 — Машенька и медведь — Машенька
- 1961 — Чиполлино — граф Вишенка (в титрах не указана)
- 1963 — Как котёнку построили дом — котёнок / девочка (в титрах не указана)
- 1963 — Светлячок № 3 — дети
- 1963 — Ку-ка-ре-ку! — Петушок
- 1964 — Дядя Стёпа — милиционер — потерявшийся мальчик
- 1968 — Осенняя рыбалка — медвежата
- 1969 — Дед Мороз и лето — медведица / мальчик, отдавший Деду Морозу мороженое
- 1969 — Весёлая карусель № 1. Антошка — Антошка
- 1969 — Лиса, медведь и мотоцикл с коляской — первая пчёлка
- 1969 — Умка — Умка
- 1969 — Кот в сапогах (Япония) — Мышь
- 1970 — Паучок Ананси — Ананси
- 1970 — Быль-небылица — мальчик
- 1970 — Маленькие недоразумения — котёнок Котик-Мотик
- 1970 — Умка ищет друга — Умка
- 1971 — Весёлая карусель № 3. Рыжий, рыжий, конопатый — Антошка
- 1971 — Домик на колёсах — мальчик Гоша
- 1971 — Приключения Незнайки и его друзей. Фильм 1. Коротышки из Цветочного города — Стекляшкин
- 1971 — Приключения Незнайки и его друзей. Фильм 3. Незнайка — художник — Гунька
- 1972 — Приключения Незнайки и его друзей. Фильм 6. Как Знайка придумал воздушный шар — Гунька
- 1974 — Ослик-огородник — ослик
- 1974 — Здравствуйте, тётя лиса! — цыплёнок
- 1975 — Про паучка, с которым никто не дружил — ослик
- 1975 — Салют — мальчик
- 1977 — Чудесный ковёр — мальчик / ёжик / мама / павлин
- 1977 — Зайчонок и муха — зайчонок
- 1977 — Одна лошадка белая — Лошадка
- 1977 — Как кошечка и собачка мыли пол — Кошечка / Собачка
- 1977 — Марусина карусель — мальчик
- 1977 — Незнайка в Солнечном городе — Кнопочка
- 1977 — Весёлая карусель № 9. За щелчок — Заяц (в титрах не указана)
- 1978 — Дед Мороз и серый волк — зайчонок
- 1980 — Трям! Здравствуйте! — Заяц (в титрах не указана)
- 1981 — Отражение
- 1981 — Бибигон — Бибигон
- 1982 — Волшебное лекарство — Сашок
- 1983 — Охотник и его сын — Сын охотника
- 1983 — Горе — не беда — девочка-сиротка
- 1983 — Попался, который кусался! — Заяц
- 1984 — Возвращение блудного попугая (первый выпуск) — Вовка
- 1984 — Разрешите погулять с вашей собакой — читает текст
- 1984 — Слонёнок пошёл учиться — мышонок (нет в титрах)
- 1985 — Кто покрасил Красное море? — Тигран
- 1987 — Богатырская каша — мальчик Митя
- 1987 — Обыкновенное опасное приключение — Витька
- 1988 — Возвращение блудного попугая (третий выпуск) — Вовка
- 1988 — Котёнок с улицы Лизюкова — Ворона
- 1990 — Крылатый, мохнатый да масленый — мышонок
- 1991 — По лунной дороге — Муха / консъержка в подъезде
- 1991 — Приключения волшебного глобуса, или Проделки ведьмы — Голубая Фея / Мариука / сиротка

### Озвучила роли (в художественных фильмах)
- 1957 — Голубой горизонт (роль Вакариса Лопаса)
- 1957 — Рита — Рита и Инеса (роли — Инесы Гулбе); Артур до войны (роль М. Лапиньша)
- 1958 — Чужие дети — Лия (роль Нани Чиквинидзе)
- 1959 — Снежная сказка — Митя и Лёля (роли Игоря Ершова и Аллы Кожокиной)
- 1959 — Судьба человека — Ванюша (роль Павлика Борискина)
- 1961 — Старожил — малыш Миша / мальчик в милиции (роль Миши Екимова)
- 1961 — В трудный час — голос сына Петра Котельникова
- 1962 — 713-й просит посадку — Фреди (роль Алика Францева)
- 1962 — Деловые люди — Джонни Дорсет (роль Серёжи Тихонова)
- 1963 — Королевство кривых зеркал — Оля и Яло (роли Оли и Тани Юкиных)
- 1964 — Всё для Вас — Люлик Пирожков (роль Коли Кодина)
- 1964 — Голубая чашка — Светлана (роль Любы Чумаковой)
- 1964 — Ко мне, Мухтар! — Вовка, сын Глазычева
- 1965 — Фантазёры — Мишутка
- 1968 — Щит и меч — мальчик (в концлагере)
- 1968 — Журавушка — Серёжка Лунин в детстве (роль Алёши Карпушкина)
- 1969 — Весна — Визак (роль Хейдо Селмета)
- 1969 — Кот в сапогах (Япония)
- 1969 — Варвара-краса, длинная коса — медвежонок-паромщик
- 1970 — Как мы искали Тишку — Мишка и другие детские роли
- 1970 — Моя улица — Вася Забродин (роль Миши Киселёва)
- 1970 — Чёрная гора (СССР/Индия) — читает текст
- 1972 — Боба и слон — Боба (роль Дениса Кучера)
- 1972 — Зита и Гита (Индия)
- 1972 — Золотые рога — Машенька, Дашенька (роли Иры и Лены Чигриновых) / Колобок
- 1973 — Белый клык (США/Италия)
- 1973 — В пустыне и джунглях (Польша) — Нэль Роулисон (роль Моники Роска)
- 1973 — Тихоня — Василёк (роль Бори Клигера)
- 1974 — Рассказы о Кешке и его друзьях
- 1974 — Совесть (телесериал) — Светлана, дочь соседки Волощука
- 1974 — Киноальманах «Страницы жизни». Новелла «Первая любовь Балададаша» (роль Р. Мусави)
- 1974 — Киноальманах «Страницы жизни». Новелла «Урок пения» (роль Ф. Гасанова)
- 1975 — Поговори со мной
- 1975 — Приключения Буратино — Арлекин (роль Гриши Светлорусова)
- 1975 — Обречённый на одиночество — мальчик
- 1976 — Киноальманах «Поди-ка разберись». Новелла «Свиньи Бакулы» — Никило (роль Георгия Хобуа)
- 1976 — Волшебная книга Мурада — Мурад
- 1976 — Цена счастья — Севиндж (роль Рены Джаббаровой)
- 1977 — Красная косынка (Турция)
- 1977 — Волшебный голос Джельсомино — котята
- 1977 — Ералаш № 14, «Я с тобой, Вася!» — «наставник» Васи
- 1979 — Удивительные приключения Дениса Кораблёва — Денис Кораблёв (роль Сергея Писунова)
- 1979 — Жил-был настройщик… — Ника (роль — Ники Бердичевской) / девочка на балконе
- 1980 — Чёрная курица, или Подземные жители — Алёша Ланской (роль Виталия Сидлецкого)
- 1983 — Незнайка с нашего двора — Незнайка (роль — Валерия Сонгина) / Пилюлькин (роль Максима Раевского) / Кнопочка (роль Марии Слидовкер)
- 1989 — Гига, Ангел, Снежок и другие (короткометражный) — Гига (роль Гио Бадридзе)

## Приняла участие в фильме
- 2007 — Фабрика чудес. Фильм 5. Роли озвучивают (документальный) (режиссёр-постановщик: Алексей Вахрушев).